# هورونوبه، هوکایدو
هورونوبه، هوکایدو (به لاتین: Horonobe, Hokkaido) یک منطقهٔ مسکونی در ژاپن است که در Sōya Subprefecture واقع شده‌است. هورونوبه  ۲٬۴۱۵ نفر جمعیت دارد.